# Schwab (efternamn)
Schwab är ett efternamn, som burits av bland andra:
- Anna (Elvira Augusta) Schwab (1880, Stockholm – 1962), en svensk målare
- Arthur Tell Schwab (1896, Bortewitz, Dahlen, Sa. – 1945, Siglingen, Neudenau, BW), en tysk/schweizisk friidrottare
  - (Erich Arthur) Fritz Schwab (1919, Berlin – 2006), en tysk/schweizisk friidrottare
- Astrid Schwab (1907, Oslo – 1997), en norsk skådespelare och teaterregissör, gift med Per Schwab, och dotter till Ole Leikvang
- Eigil (Vilhelm) Schwab, (före 1908 Hansen) (1882, Stockholm – 1952, Stockholm), en svensk konstnär, målare, grafiker, keramiker, illustratör, skämttecknare och skriftställare
- Gustav (Benjamin) Schwab (1792, Stuttgart – 1850, Stuttgart), en tysk skald, son till Johann Christoph Schwab, bror till Karl Heinrich Schwab
- Heinrich W[ilhelm]. Schwab (*1938, Ludwigshafen am Rhein), en tysk musikolog
- Klaus (Martin) Schwab (*1938, Ravensburg), en tysk nationalekonom
- (Thora Elisabeth) "Nøste" Schwab, född Neels-Hansson (1918, Stavanger – 2007, Oslo), en norsk skådespelare
- Per (Eigil) Schwab (1911, Ornö – 1971, Kragerø), en svensk-norsk konstnär, teaterdekoratör och teaterchef
- Werner Schwab (1958, Graz – 1994, Graz), en österrikisk dramatiker och bildkonstnär